# 佩諾拉海峽

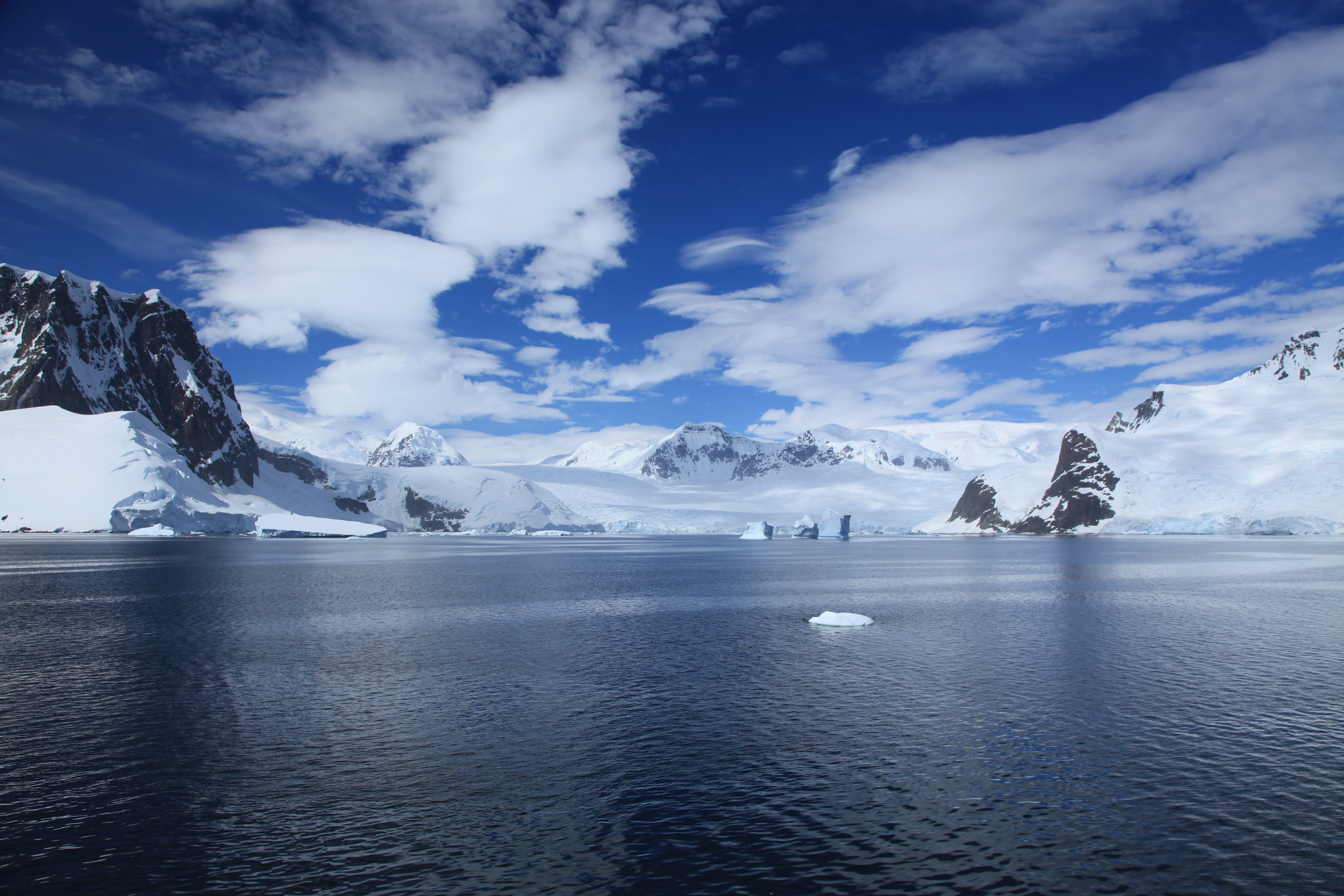

佩諾拉海峽（65°10′S 64°7′W / 65.167°S 64.117°W）是南極洲的海峽，分隔阿根廷群島、彼德曼島、霍夫高島和葛拉漢地西岸，長20公里、寬3.7公里，比利時探險隊在1898年2月12日經過該海峽。
 本条目引用的公有领域材料来自美国地质调查局的文档 《佩諾拉海峽》 （資料來自地名信息系统）。